# 圣十字堂 (帕多瓦)
圣十字堂（Santa Croce）是意大利帕多瓦的一座位于 Vittorio Emanuele街178号的罗马天主教教堂。
该堂建于1737-1749年，兼有巴洛克风格和新古典主义风格。拿破仑统治时期驱逐了修会。钟楼建于1907年。
立面位于河谷草地广场到城墙的圣十字街的尽头，设计了科林斯式半圆柱和两个圆形塔楼。